# デルタテクニカルセンター
デルタテクニカルセンターは、京都府京都市右京区西院日照町10に所在した二輪車専門の京都府公安委員会指定自動車教習所。運営は株式会社デルタ自動車教習所が行っていた。2011年7月1日に伏見デルタに移転統合した。

## 取得免許
- 大型自動二輪車
- 普通自動二輪車

## 所在地
- 〒615-0065　京都市右京区西院日照町10

## その他
- 教官のスキルは高く、後述のバイクパレードも行っている。
- デルタテクニカルセンターの有名な名物として、デルタ祭で教官が搭乗してアクロバティックな技等を行なう「バイクパレード」が毎年行われており、開催される際には多くの観客が来場する。安全運転と技術向上を目的としており、なるトモ!でも取り上げられている。また、YouTubeやニコニコ動画でもその様子がアップロードされており、観覧する事ができる。
- 地元では二輪車免許専門の教習所として有名である。
- デルタ自動車四条教習所、伏見テクニカルセンターとも提携している。
- 当教習所の跡地はニトリ京都西院店となっている。